# Васьёган (верхний приток Оби)
Васьёган (устар. Вась-Ёган) — река в Томской области России. Устье реки находится в 28 км по левому берегу протоки Криволуцкий Пасил реки Обь. Длина реки составляет 12 км.

## Данные водного реестра
По данным государственного водного реестра России относится к Верхнеобскому бассейновому округу, водохозяйственный участок реки — Обь от впадения реки Васюган до впадения реки Вах, речной подбассейн реки — Васюган. Речной бассейн реки — (Верхняя) Обь до впадения Иртыша.